# Kettenbach (Berg bei Neumarkt in der Oberpfalz)
Kettenbach ist ein Gemeindeteil der Gemeinde Berg bei Neumarkt in der Oberpfalz im Landkreis Neumarkt in der Oberpfalz in Bayern.

## Geografie
Das Dorf liegt im Oberpfälzer Jura auf circa 420 m ü. NHN nordwestlich des Gemeindesitzes nahe am Ludwig-Donau-Main-Kanal.

## Geschichte
Kettenbach ist eine Gründung der Ketter/Kettner/Kettenhofer, die in der Reichsstadt Nürnberg, in Neumarkt und in Berching saßen; aus dem Berchinger Zweig stammt der 1603 gestorbene Abt Johann III. Kettner des Klosters Plankstetten. 1459 hatte Ulrich Schöner, Bürger zu Neumarkt, Besitz in Kettenbach; er veräußerte die Mühle an Ulrich Müllner. 1542 bis 1625 war Kettenbach mit der Kurpfalz protestantisch. Als 1546 die Landschaftsverordneten des Fürsten Ottheinrich zur Tilgung von Landesschulden verschiedene Güter an die Stadt Neumarkt veräußerten, war darunter auch ein Lehengütlein zu Kettenbach. Gegen Ende des Alten Reiches, um 1800, bestand das Dorf aus elf Höfen und dem gemeindlichen Hirtenhaus. Es gab drei Grundherrschaften: die Geistliche Gefällverwaltung Neumarkt, der sieben Untertanen (darunter das Mühlgut) gehörten, die Reichsstadt Nürnberg mit zwei Untertanen des Heiliggeist-Spitals sowie das St. Leonhard-Spital Lauf an der Pegnitz ebenfalls mit zwei Untertanen (Gimpl, Frieß). Die Blutgerichtsbarkeit übte das Pflegamt Haimburg aus.
Im Königreich Bayern (1806) gehörte Kettenbach zum Steuerdistrikt Hausheim, bei der Gemeindebildung um 1810/20 ebenfalls zur Ruralgemeinde Hausheim mit dem Ort Hausheim selber, mit Rührersberg, Gspannberg, Haslach und (Klein-)Voggenhof. 1836 bestand das Dorf aus 15 Häusern, einer Kapelle und fünf „Branntweinbrennereyen“ sowie einer Mühle mit einem Mahlgang am Kettenbach, einem Zufluss der Schwarzach.
Bis 1930 gehörte die Gemeinde Hausheim und damit auch Kettenbach zum Amtsgericht Kastl, danach zum Amtsgericht Neumarkt. Im Zuge der Gebietsreform in Bayern wurde Hausheim 1972 mit seinen Gemeindeteilen nach Berg eingemeindet.

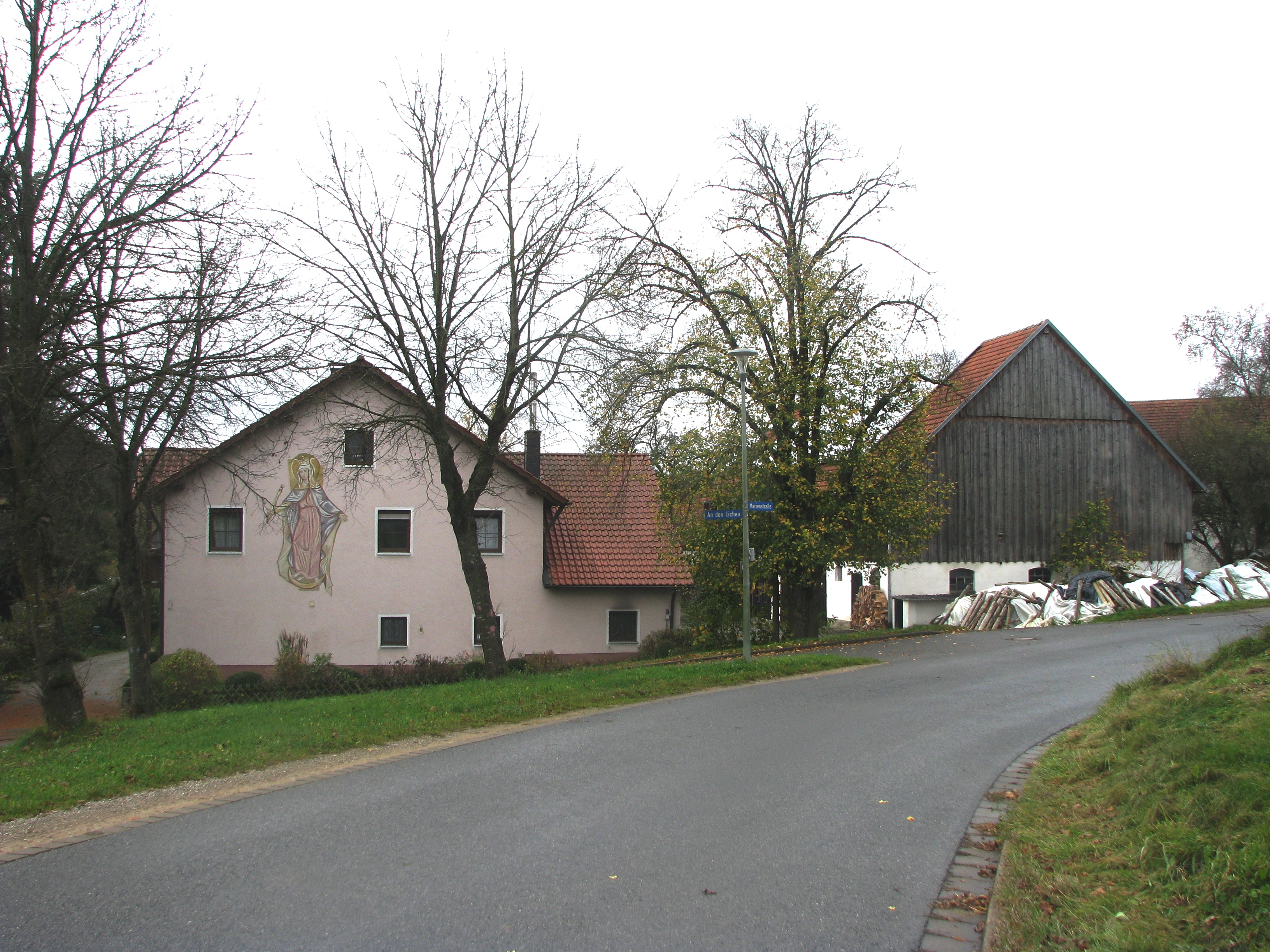
In Kettenbach

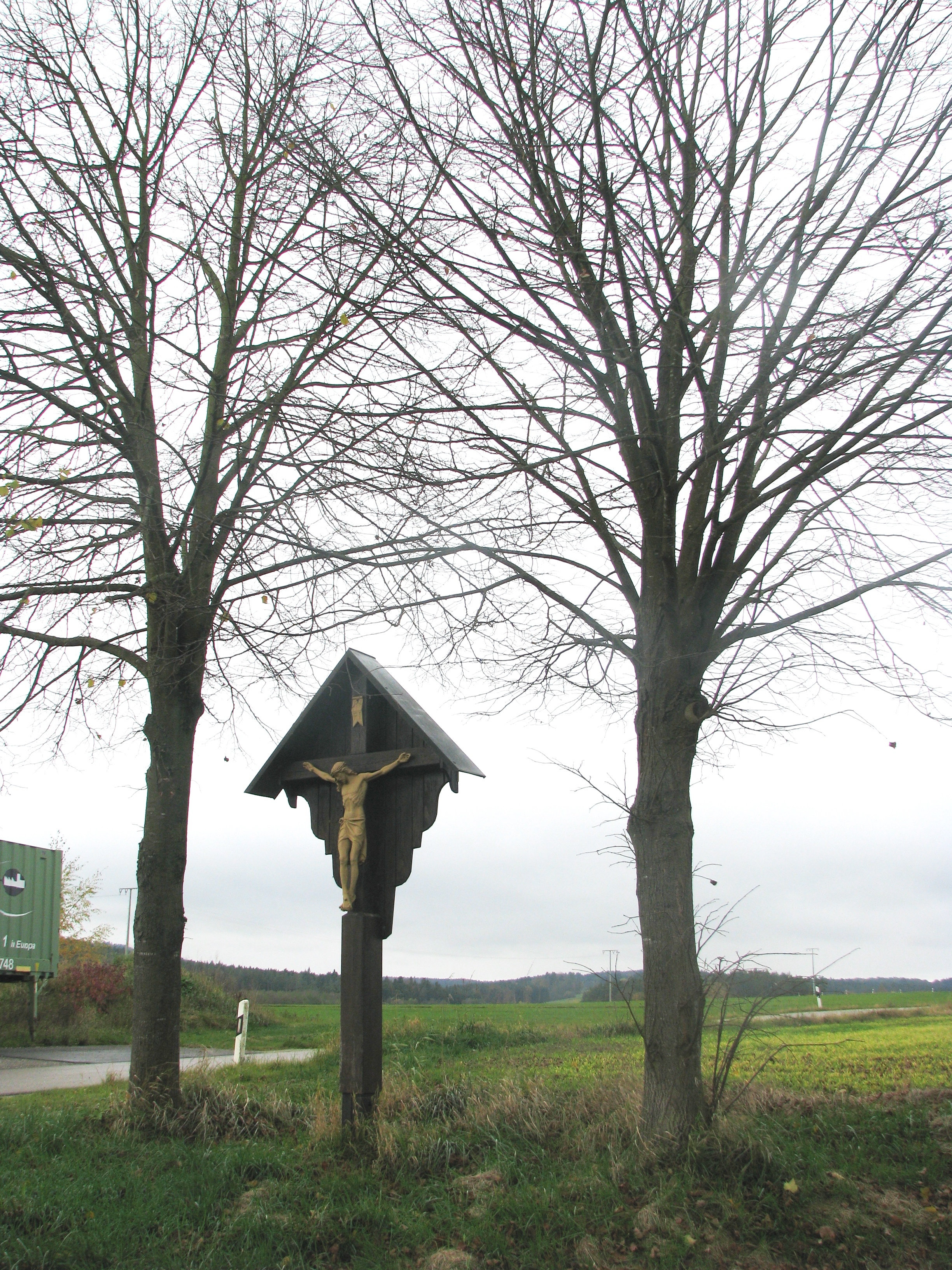
Kreuz bei Kettenbach

### Einwohnerentwicklung
- 1830: 97 (15 Häuser)[7]
- 1871: 81 (31 Gebäude; 8 Pferde, 73 Stück Rindvieh)[8]
- 1900: 69 (16 Wohngebäude)[9]
- 1937: 80 (61 Katholiken, 19 Protestanten)[10]
- 1950: 72 (15 Wohngebäude)[11]
- 1970: 68[12]
- 1987: 74 (20 Wohngebäude, 25 Wohnungen)[13]
- 2015: 136 (68 weiblich, 68 männlich)[14]

## Verkehrsanbindung
Kettenbach ist über eine von der Staatsstraße 2240 abzweigende Gemeindeverbindungsstraße zu erreichen, die über Kettenbach nach Grub und Ezelsdorf führt.